# Нове Нестемпово
Нове Нестемпово (пол. Nowe Niestępowo) — село в Польщі, у гміні Покшивниця Пултуського повіту Мазовецького воєводства.
Населення — 152 особи (2011).
У 1975-1998 роках село належало до Цехановського воєводства.

## Демографія
Демографічна структура станом на 31 березня 2011 року:
|          | Загалом | Допрацездатний вік | Працездатний вік | Постпрацездатний вік |
| -------- | ------- | ------------------ | ---------------- | -------------------- |
| Чоловіки | 81      | 20                 | 49               | 12                   |
| Жінки    | 71      | 23                 | 37               | 11                   |
| Разом    | 152     | 43                 | 86               | 23                   |